# Pediococcus
Pediococcus est un bacille de la famille des Lactobacillaceae. Il se regroupe en paire ou par quatre. Pediococcus est, comme les autres de sa famille :
- Gram positif
- non sporulé
- Oxydase négative
- Catalase négative
- aéro-anaérobie ou anaérobie
- Métabolisme de fermentation lactique

Pediococcus est, avec d'autres bactéries lactiques telles que Leuconostoc et Lactobacillus, responsable de la fermentation du chou, ce qui en fait la choucroute. Dans ce processus, les sucres du chou frais sont fermentés en acide lactique, ce qui donne à la choucroute une saveur aigre et de bonnes qualités de conservation. Les bactéries Pediococcus sont généralement considérées comme des contaminants de la bière et du vin, bien que leur présence soit parfois souhaitée dans les styles de bière tels que le lambic et la Berliner Weisse.